# Dimitris Christofias

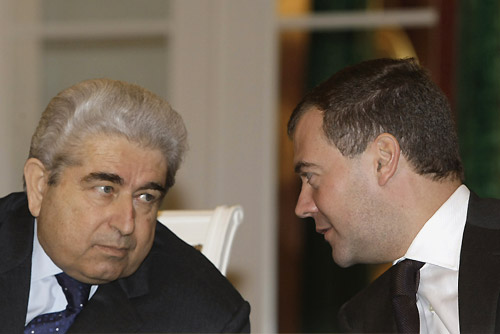
Dimitris Christofias oraz prezydent Rosji Dmitrij Miedwiediew w Moskwie (2008)

Dimitris Christofias, gr. Δημήτρης Χριστόφιας (ur. 29 sierpnia 1946 w Kato Dikomo, zm. 21 czerwca 2019 w Nikozji) – cypryjski polityk i działacz partyjny, sekretarz generalny komunistycznej Postępowej Partii Ludzi Pracy (AKEL) od 1988 do 2009, przewodniczący Izby Reprezentantów w latach 2001–2008, prezydent Cypru od 28 lutego 2008 do 28 lutego 2013. Pierwszy w historii przywódca komunistyczny w Unii Europejskiej.

## Życiorys

### Działalność do 2008
Urodził się w wiosce Dikomo w dystrykcie Kirenia. Uczęszczał do liceum handlowego w Nikozji, które ukończył w 1964. Jego ojciec był budowlańcem i działaczem związków zawodowych. Dimitris Christofias wcześnie zaangażował się w działalność polityczną na lewicy. W wieku 18 lat wstąpił do EDON-u, młodzieżówki Postępowej Partii Ludzi Pracy. W latach 1969–1974 studiował w Instytucie Nauk Społecznych przy KC KPZR w Moskwie, uzyskując doktorat z nauk społecznych. Tam także poznał swoją przyszłą żonę Elsi Chiratu.
W 1976 został sekretarzem generalnym młodzieżówki EDON, funkcję tę pełnił aż do 1987. W 1982 wszedł w skład komitetu centralnego AKEL-, a w 1986 dołączył do biura politycznego partii. 22 kwietnia 1988, po śmierci Ezekiasa Papaioanu, objął stanowisko sekretarza generalnego partii.
W 1991 wszedł po raz pierwszy w skład cypryjskiej Izby Reprezentantów z okręgu Kirenia. W wyborach w 1996, 2001 i 2006 uzyskiwał reelekcję. 7 czerwca 2001 został wybrany na przewodniczącego Izby Reprezentantów. Po wyborach w 2006 zachował stanowisko przewodniczącego parlamentu, które zajmował do 2008. Z racji sprawowanej funkcji wchodził również w skład Rady Narodowej, ciała doradczego prezydenta Cypru. W 2004 jego ugrupowanie nawoływało do odrzucenia w referendum planu zjednoczeniowego Kofiego Annana.

### Działalność od 2008
Dimitris Christofias wziął udział w wyborach prezydenckich na Cyprze w lutym 2008. W pierwszej turze głosowania z 17 lutego 2008 zajął drugie miejsce z wynikiem 33,3% głosów za Joanisem Kasulidisem (33,5%) oraz przed urzędującym prezydentem Tasosem Papadopulosem (31,8%). Przed drugą turą wyborów otrzymał wsparcie od urzędującego prezydenta. 24 lutego 2008 w drugiej turze głosowania ponownym głosowaniu pokonał swojego kontrkandydata, zdobywając 53,4% głosów. W czasie kampanii wyborczej i tuż po elekcji zapowiedział podjęcie działań zmierzających do zjednoczenia podzielonej wyspy.
28 lutego 2008, po uroczystości zaprzysiężenia w Izbie Reprezentantów, objął urząd prezydenta. Zadeklarował, że „rozwiązanie cypryjskiego problemu będzie priorytetem jego rządu”. Wkrótce po wyborze opowiedział się za likwidacją brytyjskiej bazy wojskowej w Akrotiri i Dhekelii na Cyprze poprzez wycofanie z wyspy wszystkich zagranicznych sił zbrojnych przy jednoczeniu tureckiej i greckiej części wyspy. Prezydent nazwał brytyjską obecność wojskową na Cyprze „kolonialną plamą krwi”. W grudniu 2008 prezydent zrezygnował z funkcji sekretarza generalnego Postępowej Partii Ludzi Pracy, deklarując skoncentrowanie się na obowiązkach głowy państwa oraz rozmowach zjednoczeniowych podzielonego Cypru. 21 stycznia 2009 na stanowisku tym zastąpił go Andros Kiprianu.
Zgodnie z zapowiedziami wyborczymi zdecydował się na podjęcie rozmów na temat unifikacji podzielonego Cypru. Wola rozmów była również po stronie prezydenta nieuznawanego Cypru Północnego Mehmeta Ali Talata. Do ich pierwszego spotkania doszło już 21 marca 2008 w strefie buforowej ONZ w podzielonej Nikozji. W czasie spotkania liderzy uzgodnili wznowienie dwustronnych rozmów oraz otwarcie ulicy Ledra w Nikozji, podzielonej od lat 60. na część północną i południową, do czego doszło 3 kwietnia 2008.
Do pierwszego posiedzenia komitetu technicznego doszło w kwietniu 2008. Obaj prezydenci po prywatnym spotkaniu zapewnili o regularnym organizowaniu swoich spotkań w przyszłości. Na ponownym spotkaniu w lipcu 2008 uzgodnili zasadę jednego obywatelstwa i jednej suwerenności. We wrześniu 2008 ogłosili rozpoczęcie właściwych i szczegółowych rozmów na temat zjednoczenia. Uzgodnione porozumienie miałoby być zatwierdzone w oddzielnych referendach dwóch społeczności. Również we wrześniu 2008 Dimitris Christofias wystąpił z propozycją demilitaryzacji Nikozji.
Do czasu zakończenia kadencji problem zjednoczenia Cypru nie został rozwiązany, nie przeprowadzono też kolejnego referendum. W 2012 polityk publicznie przyznał się do impasu w tych rozmowach. Z urzędu odszedł 28 lutego 2013, nie ubiegał się o reelekcję w wyborach prezydenckich.

## Wyróżnienia
Doktor honoris causa wydziału międzynarodowych i europejskich badań polityczno-ekonomicznych Uniwersytetu Macedońskiego w Salonikach (2004).

## Życie prywatne
Od 1972 był żonaty z Elsi Chiratu, miał troje dzieci, dwie córki: Mariannę i Christinę oraz syna Christosa. W 1999 przeszedł operację serca. W tym samym roku przeszedł także transplantację nerki, której dawczynią była jego siostra.